# 绿驼铃
绿驼铃(Green Camel Bell)是2004年11月4日正式成立的甘肃地区第一家民间环保组织(NGO)，致力于中國西部环境保护事业，为改善已经恶化并仍在加重的西部生态环境做出应有贡献。绿驼铃自成立以来依照其章程、宗旨和目标，主要开展的工作包括：促进甘肃的环境保护工作、采取行之有效措施解决甘肃环境问题、在中小学生中开展环境保护教育、促进甘肃高校环境类社团发展、组织环保志愿者培训和能力建设项目等。为甘肃的生态环境保护、环保宣传教育及本地环保组织的发展起到了积极的作用。
自成立以来，绿驼铃组织先后成功开展了“水果贺卡”、“绿色中国迎奥运，保护母亲河”、“2005年、2006年甘肃省大学生绿色营”、“退耕还林(草)与当代大学生论坛”等活动；完成了第一、二期“赛加羚羊角市场调查”；实施了“民勤环境宣传教育”、“羚羊车环教培训”、“兰州市环境教育基地建设”、“兰州市动物园义务宣讲”等环境教育项目；绘制了兰州第一份“绿色地图”；出版发行了《绿驼铃通讯》、《甘肃省大学生绿色营文集》等环保交流材料；向兰州市政协提交了“ 建议保留并发展兰州无轨电车”议案。目前，绿驼铃正在开展的项目有“甘肃水环境保护项目”、“自然大学”、“绿色记者沙龙”、“绿色出行”、“甘肃沙漠化地区环境教育乡土教材项目”、“甘肃环保组织能力建设项目”等，並曾在2009年登上《时代》雜誌。